# Marjorie Merriweather Post
Marjorie Merriweather Post (Springfield, 15 marzo 1887 – Washington, 12 settembre 1973) è stata un'imprenditrice, socialite, filantropa ed ereditiera statunitense, fondatrice della General Foods.
Era figlia di C. W. Post ed Ella Letitia Merriweather.
All'età di 27 anni, quando suo padre morì, divenne proprietaria della Postum Cereal Company, fondata nel 1895 ed in rapida crescita.
Successivamente è stata la donna più ricca in America, quando la sua fortuna raggiunse i 250 milioni di dollari circa.

## Collezione d'arte russa
Nel 1935 Post sposò il suo terzo marito, Joseph E. Davies, un avvocato di Washington, dal quale divorziò nel 1955.
Tra il 1937 ed il 1938 la coppia visse in Unione Sovietica, dove egli fu il secondo ambasciatore statunitense.
Durante questo periodo i due, entrambi collezionisti d'arte, acquistarono molte preziose opere d'arte russe dalle autorità sovietiche.
Nel corso degli anni trenta il governo sovietico guidato da Joseph Stalin, che aveva bisogno di moneta forte per finanziare i programmi di industrializzazione ed armamento militare, vendette tesori artistici e oggetti di valore sequestrati alla famiglia Romanov e ad altri cittadini dopo la Rivoluzione russa.
Furono sollevate critiche poiché questi oggetti erano stati espropriati, tuttavia le transazioni di Post e Davies furono riconosciute dalle autorità governative.
Né lei stessa né il marito erano coinvolti con l'originale sequestro degli oggetti.
Molte opere d'arte provenienti dalla Galleria Tret'jakov e da altre collezioni furono donate o offerte a prezzi nominali a Post e Davies.
Lui fu anche sospettato di aver acquistato a prezzi vantaggiosi, dalle autorità sovietiche, opere d'arte espropriate a cittadini sovietici ben dopo la Rivoluzione russa, comprese vittime del terrore stalinista.
Molti degli oggetti possono essere ammirati all'Hillwood Estate, Museum & Gardens, a Washington, D.C., la ex tenuta della Post che, alla sua morte, è divenuta un museo privato dove è in mostra la sua collezione d'arte francese e russa, in particolare le opere di Fabergé, porcellane di Sèvres, mobili francesi, arazzi e dipinti.